# Nagy-Murgó
A Nagy-Murgó (románul: Murgul Mare) egy 1016 méter magas vulkáni eredetű hegy Kovászna megyében, a Keleti-Kárpátok vulkáni vonulatának a legdélibb hegycsúcsa. Elhelyezkedés szempontjából inkább a Baróti-hegységhez, földtörténeti szempontból azonban a Hargitához tartozik, és ez utóbbi a döntő. Északi lábánál található Uzonkafürdő, délnyugati oldalában, a Hatod-hágón (710 m) át halad a 122-es műút. A Nagy-Murgó északkeleti nyúlványa a Kis-Murgó (821 m). Növényzetét főleg lombhullató fák alkotják.